# Victor Guy Duperré

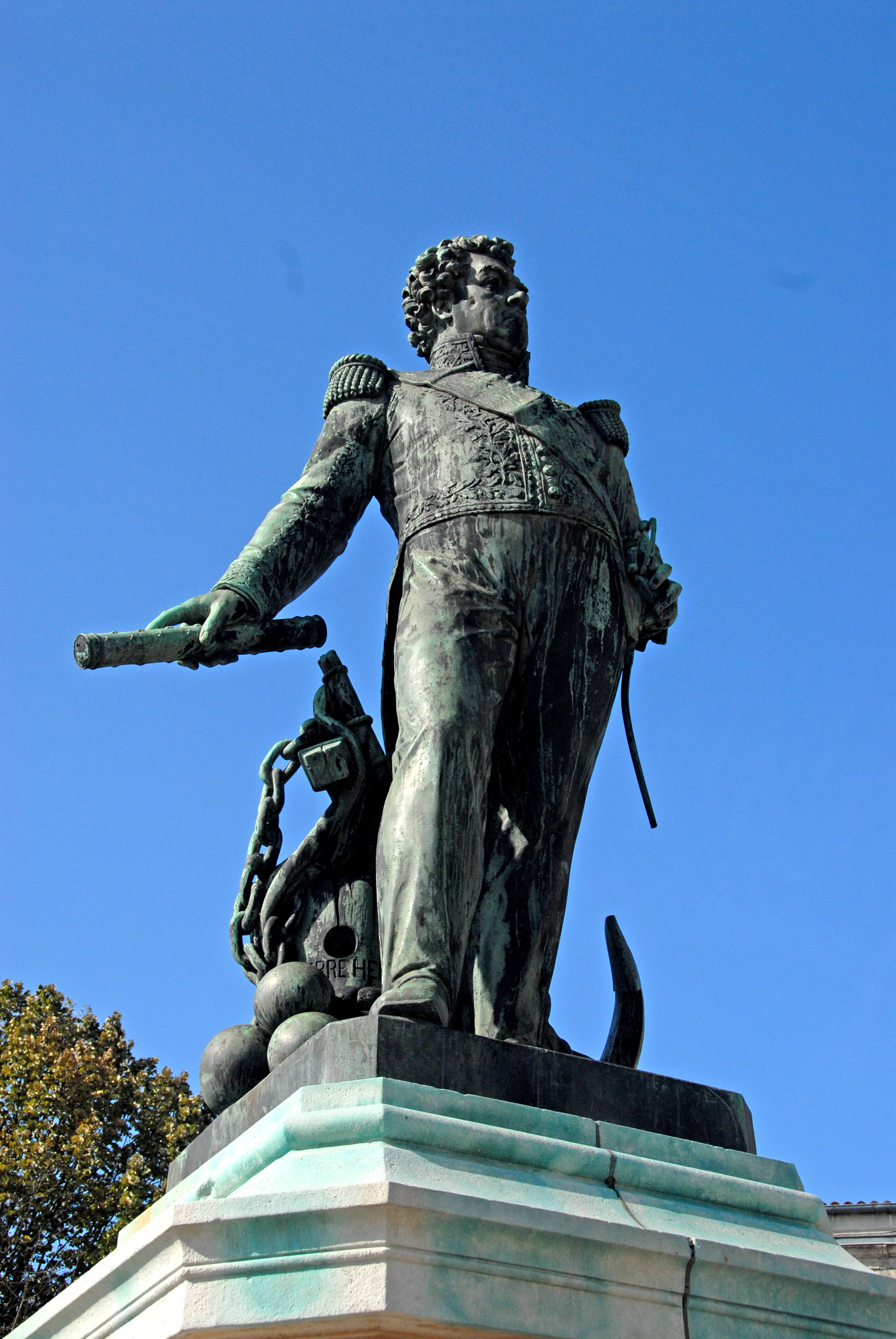
Statue des Victor Guy Duperré

Victor Guy Duperré (* 20. Februar 1775 in La Rochelle; † 2. November 1846 in Paris) war ein französischer Baron und Admiral.

## Leben
Er trat 1792 in die französische Kriegsmarine ein und nahm als Fähnrich an mehreren Gefechten teil. 1796 wurde er von der britischen Royal Navy gefangen, aber 1799 ausgewechselt.  Danach sicherte er Transporte an den blockierten Küsten der Bretagne und in die französischen Kolonien.
Bei Napoleons Vorbereitungen 1804 zur Landung in Großbritannien wurde Duperré Leutnant beim Marinestab.  1806 erhielt er als Fregattenkapitän das Kommando über die Sirene und brachte auf dieser 1808 Truppen nach Martinique. 1809 zum Kapitän befördert, kreuzte er mit der Fregatte Bellona im Indischen Ozean und kaperte außer mehreren Handelsschiffen vier britische Korvetten und eine portugiesische Fregatte.
Im April 1810 lief er mit drei Schiffen von Neuem aus, eroberte zwei große Schiffe der Britischen Ostindien-Kompanie, sprengte durch das siegreiche Gefecht von Grand-Port (23. August) – während des Mauritiusfeldzuges –  die Blockade der Ile de France, konnte aber die Kapitulation der Insel nicht verhindern.
Nach seiner Rückkehr nach Frankreich wurde er 1811 Baron, Konteradmiral und Oberbefehlshaber der Flotte im Mittelmeer sowie 1812 der französischen und italienischen Seestreitkräfte in der Adria. Während der Hundert Tage schützte er als Seepräfekt Toulon vor den in Marseille gelandeten britisch-sizilischen Truppen. 1818 übernahm er das Kommando der französischen Stationen in den Antillen.  1823 wurde er Befehlshaber des Cádiz belagernden Geschwaders, und 1830 nahm er als Befehlshaber der Flotte an der Einnahme von Algier teil.
Im August 1830 wurde er zum Pair erhoben und zum Admiral befördert, und im Oktober des gleichen Jahres wurde er Präsident der Admiralität.
Er wurde am 18. November 1834 Minister der Marine und der Kolonien im Kabinett von Édouard Adolphe Mortier und behielt dieses Ressort auch in der folgenden Regierung des Duc de Broglie, Achille-Charles-Léonce-Victor de Broglie, und im ersten Kabinett Thiers, bis dieses am 6. September 1836 stürzte. Er erhielt das Ministerium wieder vom 12. Mai 1839 bis zum 29. Februar 1840 in der zweiten Regierung Soult.  Ein drittes Mal war er Marineminister im dritten Kabinett Soult vom 29. Oktober 1840 bis zu seinem gesundheitsbedingten Rücktritt am 6. Februar 1843.
Er starb drei Jahre später, am 2. November 1846, in Saint-Servan und wurde im Caveau des Gouverneurs der Cathédrale Saint-Louis-des-Invalides in Paris beigesetzt.

## Familie
Er war verheiratet mit Claire-Adélaïde Le Camus (1789–1874), einer Schwester des Pierre Alexandre le Camus und Witwe des Generals Joseph Antoine Morio de Marienborn. Sie hatten drei Kinder.
Seine Tochter Laure Duperré (* 23. Juli 1823 in Paris; † 22. August 1901 ebenda) war eine Schülerin von Frédéric Chopin, der ihr 1841 die Deux Nocturnes op. 48 widmete. Sie heiratete am 11. Januar 1843 den späteren Staatsrat Alphonse Crignon de Montigny (1812–1877).

## Ehrungen
Sein Name ist am Triumphbogen in Paris in der 34. Spalte eingetragen.
Die Marine benannte 1876 ein Panzerschiff nach ihm, welches von 1883 bis 1906 im Dienst war und 1909 abgewrackt wurde.